# Ferrari F12berlinetta
Ferrari F12 Berlinetta är en sportbil, tillverkad av den italienska biltillverkaren Ferrari mellan 2012 och 2017. 

## F12 berlinetta
På Internationella bilsalongen i Genève i mars 2012 introducerade Ferrari sin starkaste och snabbaste standardbil dittills. Motorn på 6,3 liter är en utveckling av FF-motorn och den sjuväxlade dubbelkopplingslåda är monterad vid bakaxeln. Bilen drivs av en V12-motor på 6,3 liter som via en dubbelkopplingslåda levererar 740 hk till bakhjulen. Accelerationen anges till 0-100 km/tim på 3,1 sekunder och toppfarten till ”över 340 km/tim”, vilket gör F12berlinetta till Ferraris mest kraftfulla gatbil någonsin.
Chassi och kaross är till stora delar byggda i aluminium och bilen fördelar sina 1 525 kilon med 46 procent på framaxeln och 54 procent över bakhjulen.
Standardpriset är 2 526 000 kronor, men kan sträcka sig över 4 000 000 kronor.

## F60 America
F60 America är en öppen version som byggdes i 10 exemplar hösten 2014 för att fira Ferraris 60-årsjubileum i USA.

## F12tdf
Hösten 2015 presenterades banversionen F12tdf, uppkallad efter den franska biltävlingen. Bilen har högre motoreffekt, förbättrad aerodynamik och byggdes i 799 exemplar.

## Motor
| Modell     | Motor               | Cylindervolym | Effekt                 | Vridmoment             | Bränslesystem     |
| ---------- | ------------------- | ------------- | ---------------------- | ---------------------- | ----------------- |
| Berlinetta | 12-cyl V-motor DOHC | 6262 cm³      | 740 hk vid 8 500 v/min | 690 Nm vid 6 000 v/min | Direktinsprutning |
| tdf        | 12-cyl V-motor DOHC | 6262 cm³      | 780 hk vid 8 500 v/min | 705 Nm vid 6 750 v/min | Direktinsprutning |

## Bilder

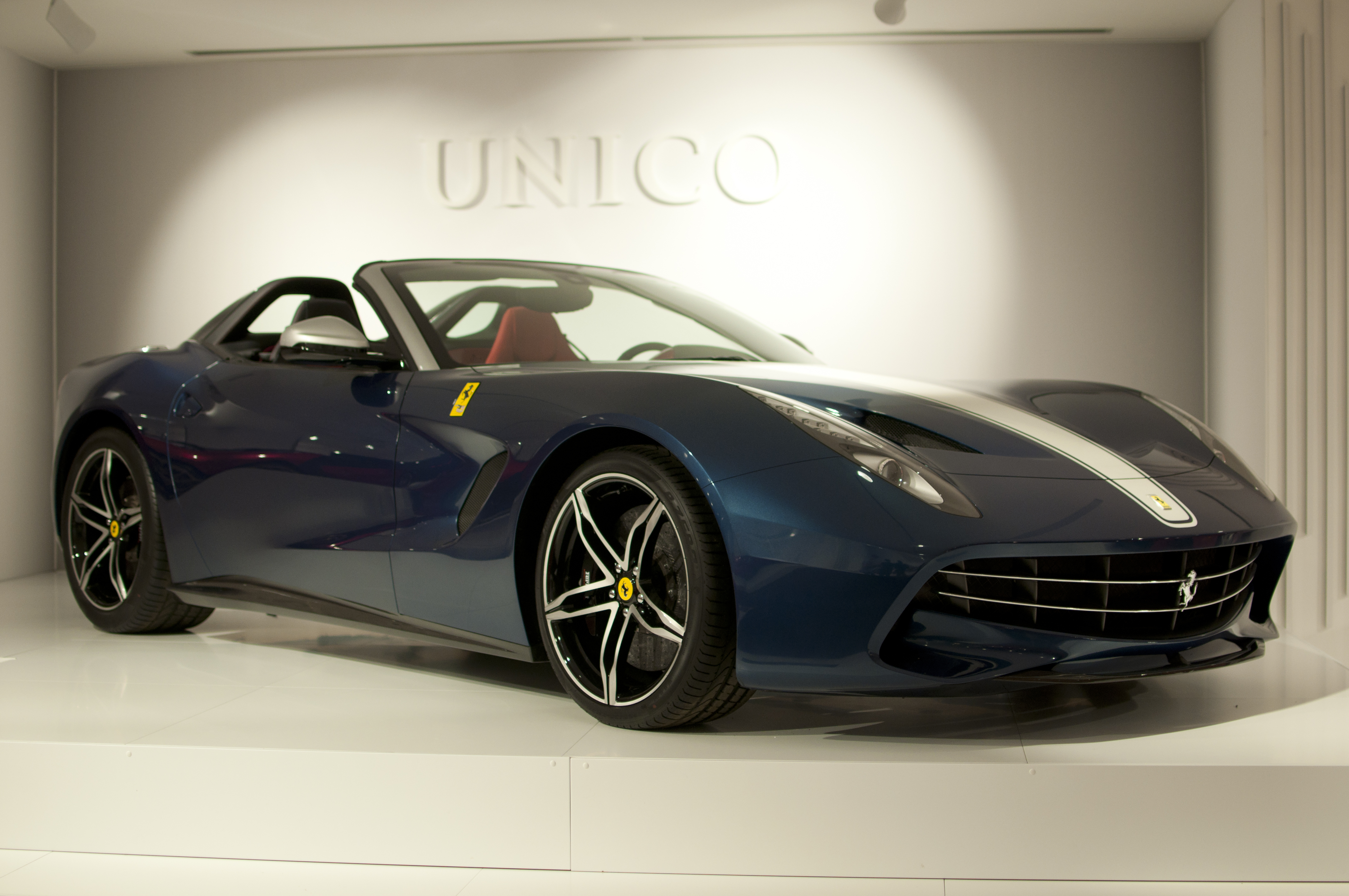
F60 America
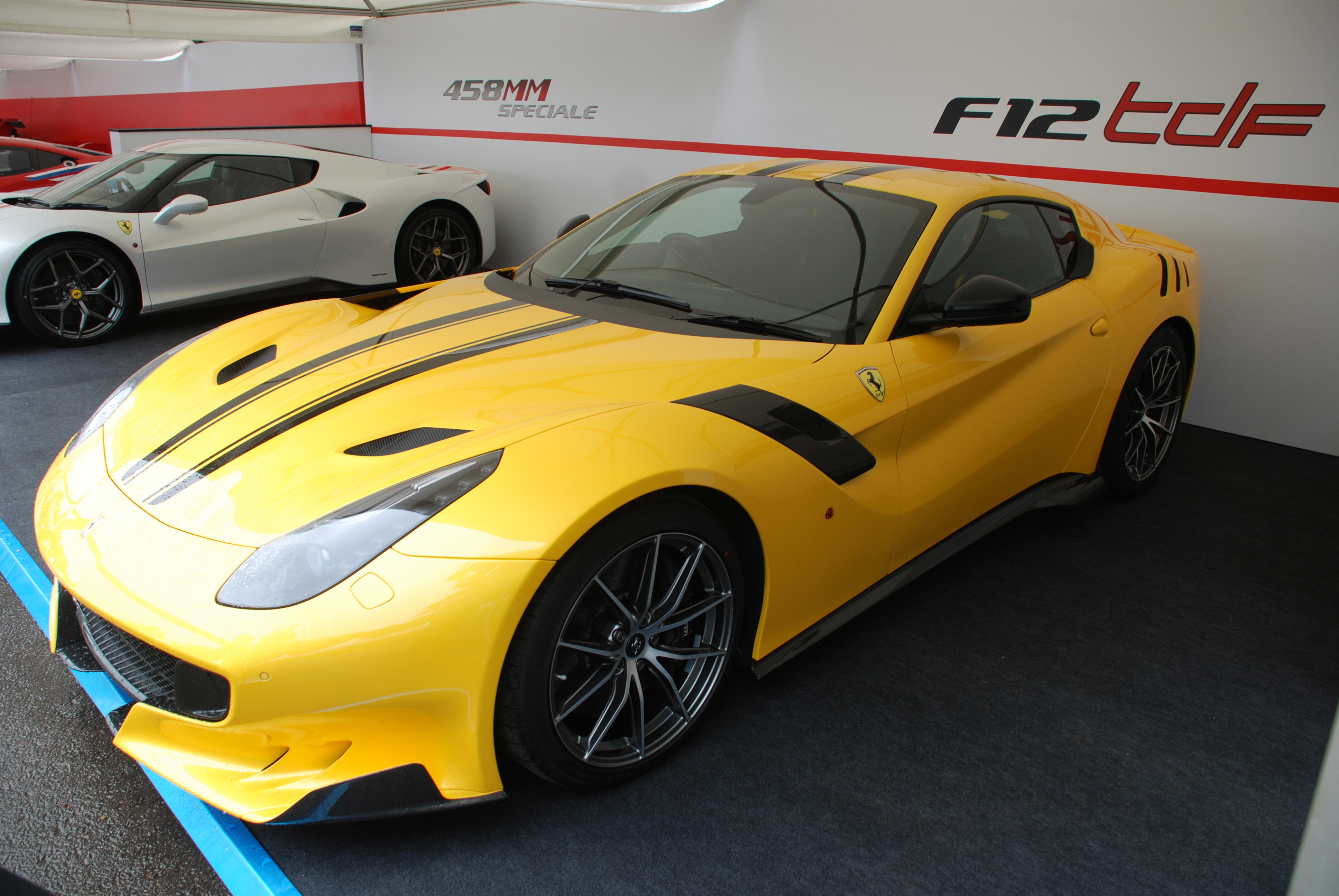
F12tdf